# Thommer Mühle
Die Thommer Mühle (auch Feilenmühle oder Klem-Mühle) war eine Mahlmühle am Thommerbach auf der Gemarkung von Herl im heutigen Landkreis Trier-Saarburg in Rheinland-Pfalz. 
Der heutige Mühlweg in Thomm führte einst in östlicher Richtung zur Thommer Mühle.
Das Gelände liegt am Schiefer-Wackenweg und auf etwa 345 Meter über NN.
Am 14. Mai 1716 erlaubte Abt Nicetius vom Trierer Benediktinerkloster St. Maximin dem Matthias Berrendts und anderen Einwohnern von Thomm die Errichtung einer Mahlmühle im Thommer Grund. (Landeshauptarchiv Koblenz)
Nach Meyers Orts- und Verkehrslexikon hatte die Thommer Mühle 1912/1913 acht Einwohner.
Im Juni 1922 berichtete die Trierische Landeszeitung über die schweren Gewitter, die in Osburg, Thomm und bei der Feilenmühle große Schäden anrichteten.
Die Mühle bestand bis in die 1920er Jahre.